# Radivoje Ognjanović
Radivoje Ognjanović (en serbio: Радивоје Огњановић; Sasinci, Reino de Yugoslavia; 1 de julio de 1933-Belgrado, Serbia; 30 de agosto de 2011) fue un futbolista y entrenador serbio que jugó en la posición de delantero.

## Carrera

### Club
Tras estar en las divisiones menores del FK Srem debuta a nivel profesional en 1952 con el FK Partizan, con quien anota un gol en 10 partidos y gana la Copa de Yugoslavia, para luego ser traspasado al FK Radnicki, equipo en el que juega por ocho años entre 1953 y 1961 y anota 61 goles en 153 partidos.
Regresa al FK Partizan en 1961 por una temporada anotando un gol en nueve partidos y ganando el título de liga. Luego pasa a jugar con sus rivales del Estrella Roja de Belgrado por una temporada en la que anota dos goles en 11 partidos; y pasa al SK Sturm Graz de Austria, equipo con quien gana la 2. Liga en esa temporada. Al año siguiente juega en el FC Basel de Suiza donde anota 6 goles en 15 partidos en la única temporada en la que estuvo en el club. En 1965 es fichado por el FC Grenchen donde anota 7 goles en 21 partidos y al año siguiente juega con el FC Moutier de Suiza donde en 18 partidos anotó cuatro goles retirándose en 1967.

### Selección nacional
Juega con Yugoslavia de 1957 a 1959 donde jugó siete partidos y anotó un gol, el cual lo anotó en la Copa Mundial de Fútbol de 1958.

### Entrenador
Su primer equipo fue el FK Vrbas en 1977, equipo al que dirigió una temporada, pero fue con Camerún que tiene más éxito al ganar la Copa Africana de Naciones 1984. En 1989 es entrenador de Costa de Marfil por tres años para después dirigir a selección china sub-23 hasta su retiro en 1994.

## Logros
Partizan
- Primera Liga de Yugoslavia (1): 1961–62
- Copa de Yugoslavia (1): 1952

Camerún
- Copa Africana de Naciones (1): 1984